# Fendt
Fendt es un fabricante alemán de maquinaria agrícola. Forma parte de AGCO Corporation. Fue fundada en 1937 por Xaver Fendt y adquirida por AGCO en 1997.

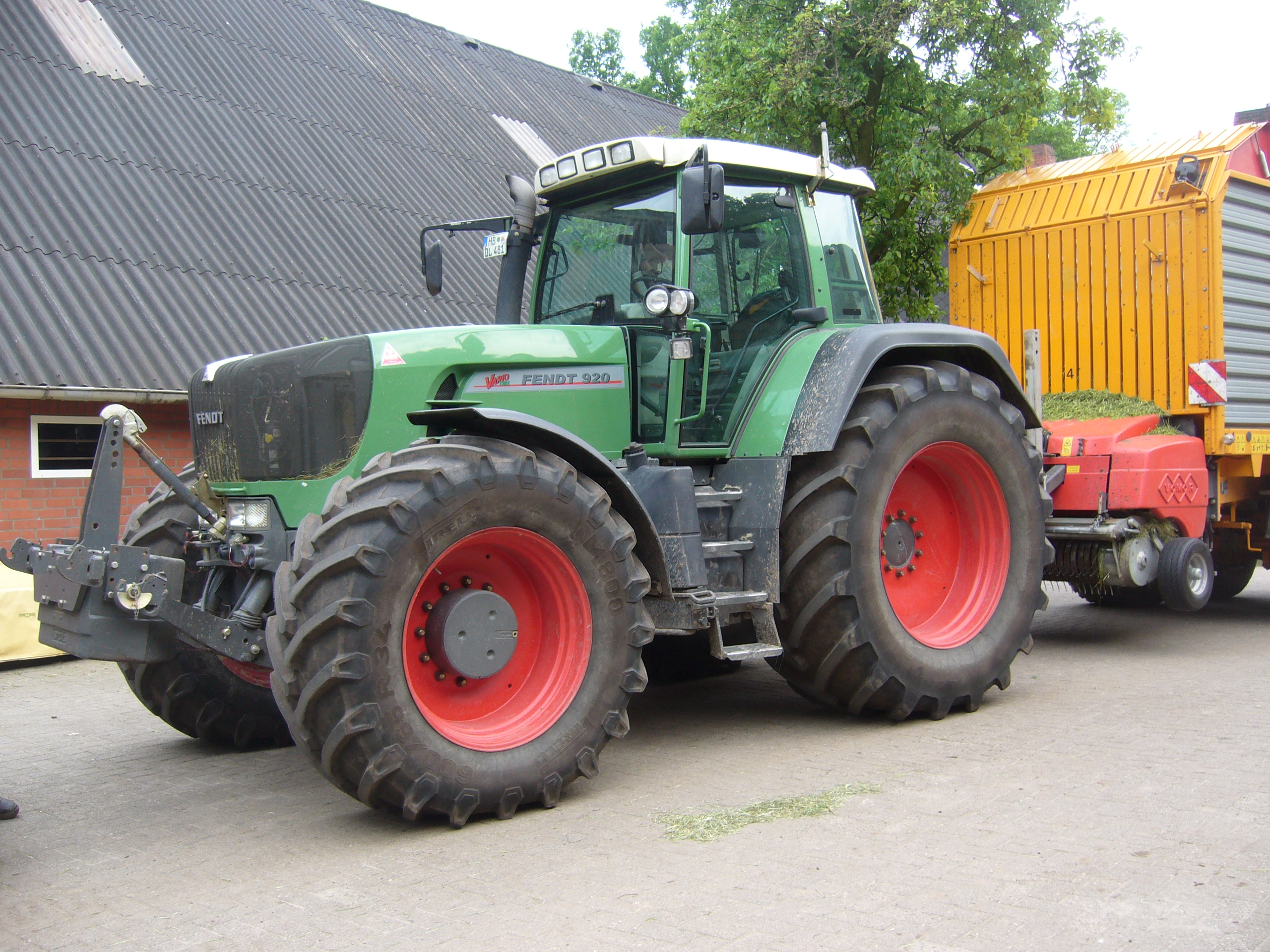
Tractor Fendt Vario 920.

Fendt fabrica y comercializa un gran número de tractores, y recientemente comenzó la de tractores construidos por AGCO.  Fendt también desarrolló la caja de cambios Vario que es una de las cajas de cambios de tractores más avanzadas. También es usada en maquinaria de JCB y Massey Ferguson.
La caja de cambios Vario fue desarrollada en los años 1970, pero debido a la falta de financiación no se incluyó en los tractores Fendt hasta 1995, cuando Fendt lanzó el revolucionario Fendt 926 Vario. Esta sería la primera transmisión stepless de la historia en ser lanzada en tractores, y todavía es el único con transmisión stepless aunque marcas como John Deere y New Holland tratan de fabricar una tan avanzada como la de Fendt pero no lo consiguen. Este avance permite al tractor ir mucho más rápido que con su velocidad máxima, limitada a 45km/h.
Fendt acaba de lanzar el tractor convencional más rápido, con más fuerza, el Fendt Vario 939. Este incorpora una tecnología destacada respecto al resto, siendo capaces de alcanzar los 90km/h.